# Orazio Raimondo
Orazio Raimondo (Sanremo, 6 giugno 1875 – Sanremo, 11 gennaio 1920) è stato un avvocato e politico italiano.

## La gioventù
Orazio Raimondo fin da giovane si dedicò intensamente agli studi conseguendo giovanissimo la maturità al Liceo classico "Gian Domenico Cassini" di Sanremo. Negli anni in cui frequento l'università a Genova si avvicinò al movimento socialista.
Ritornato a Sanremo nel 1895, avendo precedentemente conseguito la laurea in giurisprudenza, si dedicò alla professione di avvocato. Nel 1896, in seguito alla vittoria alle amministrative della lista socialista e alla elezione a sindaco di Augusto Mombello divenne momentaneamente redattore del giornale "La parola dei socialisti sanremesi". Nel 1898 si candidò alle elezioni amministrative diventando consigliere di minoranza e infine assessore nelle nuove elezioni del 1902 in seguito alla nuova vittoria dei socialisti di Mombello.

## Il sindaco
Alle elezioni amministrative del Luglio 1906 la lista del Partito Socialista Italiano dell'avvocato Orazio Raimondo ottenne la vittoria. Raimondo fu proclamato sindaco nel corso della prima riunione. La nuova amministrazione proseguì tutte le opere che erano state messe in cantiere dalla precedente amministrazione Mombello, in particolare quel che riguardava l'ampliamento le due strade di comunicazione a levante e a ponente. Fu inoltre resa carrozzabile la strada per San Romolo.

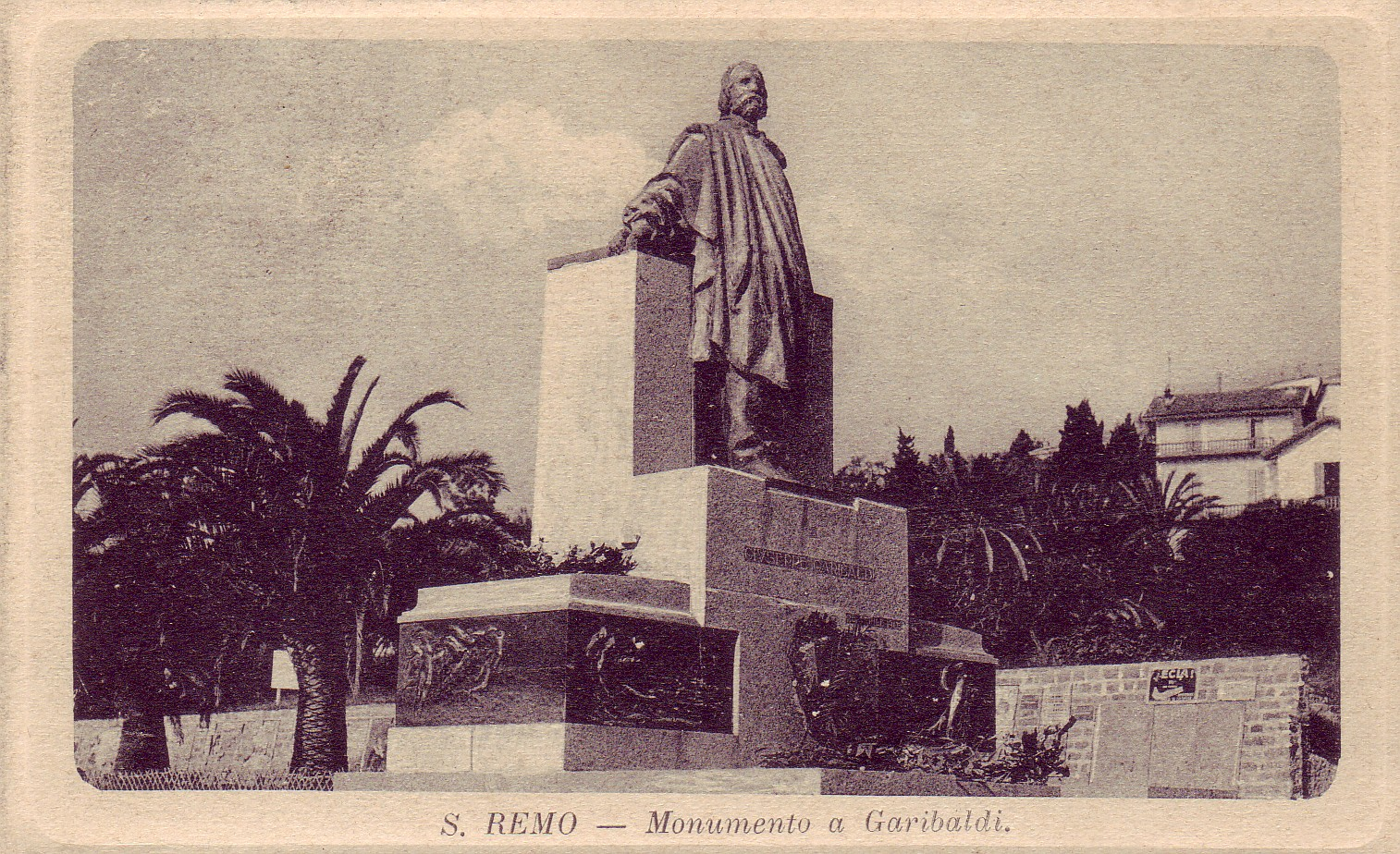
Monumento a Giuseppe Garibaldi, opera di Leonardo Bistolfi inaugurato il 26 aprile 1908

Importante fu la municipalizzazione dell'acquedotto cittadino; con un contratto stipulato il 25 giugno 1907 il Comune ne acquisì dall'ingegnere Marsaglia la proprietà. Si poté così migliorare tutto l'impianto, e in particolare proteggere meglio le fonti. Il 14 aprile 1907 fu organizzata la prima edizione della  Milano-Sanremo vinta dal francese Lucien Mazan soprannominato (Petit Breton). Fu inaugurato il nuovo ospedale pediatrico Andres Nuñez del Castillo, progettato dall'ingegnere Pietro Agosti, futuro podestà. Il 26 aprile 1908 si inaugurò il monumento a Giuseppe Garibaldi, opera dello scultore Leonardo Bistolfi. Per iniziativa di Orazio Raimondo sempre nel 1908 fu svolto il congresso di idrologia e climatologia che riunì a Sanremo alcuni dei più importanti medici e climatologi italiani e stranieri, e i direttori di alcune importanti stazioni climatiche.
Sotto l'amministrazione Raimondo, il 20 maggio 1906 fu eretto il primo cinematografo permanente nel parco dell'hotel Eden.
Nel Giugno 1908 il sindaco Orazio Raimondo si dimise spianando così la strada a nuove elezioni amministrative che, svoltesi nel 1908, furono vinte dal partito costituzionale di Alfredo Natta Soleri; la sconfitta elettorale fu in parte determinata dalle accuse mosse alla precedente amministrazione di aver dilapidato il pubblico erario.

## Il deputato

Il processo alla contessa Tiepolo, la contessa è visibile dentro la cella

Saldo nelle proprie idee di socialista alle Elezioni politiche italiane del 1913 venne eletto deputato del Regno d'Italia. Nel 1914, dopo il congresso di Ancora, lasciò il Partito Socialista Italiano, in seguito alla decisione di considerare incompatibii l'adesione al partito con l'iscrizione alla massoneria. In quell'occasione, strappando la propria tessera del PSI, disse: "Io non scelgo, rimango quello che sono". Era stato iniziato molti anni prima nella loggia sanremese "Giuseppe Mazzini", di cui era divenuto maestro venerabile nel 1905.
Dopo l'inizio della Grande guerra si schierò con gli interventisti. Fu nuovamente rieletto alle Elezioni politiche italiane del 1919 in un blocco politico di tipo nazionalista e fondò dopo la guerra L'Azione, giornale di ispirazione socialista che sostenne però l'Impresa di Fiume guidata da Gabriele D'Annunzio e pubblicò la costituzione di Fiume (la "Carta del Carnaro"). Avvocato penalista, ricordato per la sua oratoria, difese con veemenza la contessa Tiepolo, nel processo che si tenne a Oneglia nel 1914 e che ebbe grande risonanza all'epoca. Il 12 gennaio 1918 fu chiamato a fare parte della commissione d'inchiesta creata per indagare sulle cause della sconfitta di Caporetto. Lavorò per la creazione del primo Ente che si sarebbe occupato esclusivamente di floricoltura industriale, a cui donò un cospicuo lascito, del quale non vide mai la nascita, avvenuta il 25 gennaio 1925 con Regio Decreto. Anche a questo decreto si deve la fama di Sanremo come città dei fiori.
Dopo la sua improvvisa morte il fratello Riccardo Raimondo ne raccolse l'eredità e fu eletto parlamentare nelle Elezioni politiche italiane del 1921 per conto della lista del Partito Nazionale Fascista, entrò a far parte dei Blocchi Nazionali.

## Riconoscimenti
Pochi anni dopo gli fu intitolata una via nella città di Sanremo e più tardi gli fu innalzato un monumento nei giardini di corso Trento Trieste, opera di Leonardo Bistolfi.
La stazione sperimentale di floricoltura di Sanremo è stata intitolata ad Orazio Raimondo.